# نواس فوكو

تجربة رقاص فوكو: مع دوران الأرض فإن الرقاص يبدو وكأنه يتم دورة كاملة وذلك لأن الرقاص الذي يهتز يميل إلى الحركة في اتجاه ثابت في الفراغ تحت أثر القصور الذاتي في حين أن الأرض هي التي تدور من تحته.

نواس فوكو (بالإنجليزية: Foucault pendulum)‏ هي تجربة وضعت لتقديم إثبات علمي بسيط لحقيقة دوران الأرض حول محورها. صمم التجربة الفيزيائي الفرنسي ليون فوكو.
التجربة التي قام بها فوكو في أواسط القرن التاسع عشر كانت عبارة عن تعليق ثقل قدره 28 كجم بسلك طوله 67 متراً إلى قبة كنيسة بانتيون Panthéon في باريس مشكلاً بذلك رقاصا عملاقاً. وعند تحريك الرقاص وُجد أن مستوى اهتزازه كان يدور باتجاه عقارب الساعة بمقدار 11° كل ساعة، متمماً بذلك دورة كاملة كل 32.7 ساعة.
في الحقيقة، لو قمنا بوضع الرقاص عند القطب الشمالي مثلاً فإنه سيتم دورة كاملة كل 24 ساعة تقريباً، وهو زمن دوران الأرض حول نفسها. لكن زمن إتمام دورة الرقاص سيزداد كلما ابتعدنا عن القطب واقتربنا من خط الاستواء، حيث يصبح ما لانهاية عند خط الاستواء. من الجدير بالذكر أيضاً أن اتجاه دوران الرقاص هو اتجاه دوران عقارب الساعة إذا ما كان الرقاص في النصف الشمالي للكرة الأرضية، لكن اتجاه الدوران يصبح عكس اتجاه دوران عقارب الساعة إذا ما كان الرقاص في النصف الجنوبي للكرة الأرضية.
يوجد اليوم العديد من النماذج المختلفة من رقاص فوكو معروضة في كثير من دول العالم.
ونستطيع الاستنتاج من البندول ذات الابعاد الثلاثة للتقويم الشمسي وهي الليل والنهار والارض والشمس.
وبناء علي تلك الابعاد استطاع الإنسان استبيان الاعتدالين واختراع الساعة الرقميه الحديثه ويمكن ان نطلق عليها مجازا الساعة الشمسيه.